# Hesperonia limosa
Hesperonia es un género monotípico de plantas herbáceas perteneciente a la familia Nyctaginaceae. Su única especie aceptada: Hesperonia limosa es originaria de Norteamérica en México y Estados Unidos.

## Descripción
Tiene pocos para muchos tallos en grupos, a menudo, basales, viscoso-pubescentes o ± escabrosa distal. Hoja de 1-4,5 × 0,4-3,5 cm. Las inflorescencias ± tirsos, a menudo estrechas; involucros en racimos en las ramas cortas a lo largo del eje principal después de las primeras ramas dicotómicas, 5-9 mm; brácteas 30-70% connada, lóbulos ovados o-ovadas oblongas. Flores: perianto generalmente rosa, lavanda, magenta o, raramente blanco. Frutas oscuro a gris pálido-marrón y con manchas de color marrón oscuro gris, beige o marrón rojizo, a veces también débilmente y de forma irregular con rayas pálidas, ovoides, 3-5 × 2.7 a 3.7 mm.

## Taxonomía
Hesperonia limosa fue descrita por (A.Nelson) Standl. y publicado en Muhlenbergia; a journal of botany 5(7): 104. 1909.
Sinonimia
- Mirabilis limosa A. Nelson

Variedades aceptadas
- Hesperonia limosa var. gracilis (Standl.) Standl.